# Bryan Coleman
Bryan Coleman (29 de janeiro de 1911 – 4 de julho de 2005) foi um ator britânico.
Natural de Londres, Inglaterra, Coleman foi ativo na carreira cinematográfica entre as décadas de 1930 e 1990.
Faleceu em Dorset, Inglaterra, em 2005.

## Filmografia selecionada
- A Window in London (1940)
- Jassy (1947)
- Landfall (1949)
- The Lost Hours (1952)
- The Planter's Wife (1952)
- When Knighthood Was in Flower (1953)
- You Know What Sailors Are (1954)
- Loser Takes All (1956)
- Suspended Alibi (1957)
- Blood of the Vampire (1958)
- Life in Danger (1959)
- The Hand (1960)
- Crooks Anonymous (1962)
- The Longest Day (1962)
- Mr. Brown Comes Down the Hill (1965)
- Happy Deathday (1968)
- Zeppelin (1971)
- Mona Lisa (1986)
- Chaplin (1992)

Papéis na televisão
- Upstairs, Downstairs
- The Duchess of Duke Street
- Hazell
- Adam Adamant Lives!